# Carl Bonstedt
Carl Bonstedt (* 8. April 1866 in Naumburg (Saale); † 14. Februar 1953 in Geismar) war ein deutscher Gärtner und Botaniker, der vor allem den Botanischen Garten in Göttingen sehr prägte. Sein offizielles botanisches Autorenkürzel lautet „Bonstedt“; früher war auch „Bonst.“ in Gebrauch.

## Leben
Carl Bonstedt war gelernter Gärtner, und nach einer Ausbildung im pomologischen Institut in Proskau verbrachte er eine Reihe von Jahren in Großbritannien. Zu seinen Stationen dort gehörten unter anderem die angesehenen Kew Gardens. Von 1892 bis 1900 leitete er den Botanischen Garten in Rostock. 1900 kam er dann nach Göttingen, wo er bis 1931 als technischer Leiter des Botanischen Gartens tätig war. Auf ihn geht das Alpinum zurück, eine Gartenanlage, in der vor allem Pflanzen der Alpen gepflegt werden. Bekannt wurde er auch für seine Pflege tropischer Orchideen und anderer Epiphyten.
Gärtnerisch trat Carl Bonstedt auch als Züchter zahlreicher neuer Blumensorten hervor. Zu seinen Zuchtgebieten zählten Primeln, Lilien, Kalla, Caladium, Sarracenia, Nepenthes und Fuchsien. Auf ihn gehen die sogenannten traubenblütigen Fuchsien zurück, die Hybriden der Fuchsia triphylla sind. Neben seiner Leitungsfunktion im Botanischen Garten hielt er Vorlesungen über Gartenbau an der Universität Göttingen und der damaligen Deutschen Kolonialhochschule in Witzenhausen. Er war außerdem Herausgeber von Nachschlagewerken wie Parey’s Blumengärtnerei und anderen Fachpublikationen.

## Ehrentaxon
Ihm zu Ehren wurde die Gattung Bonstedtia der Pflanzenfamilie der Berberitzengewächse (Berberidaceae) benannt.